# Belida dexina
Belida dexina là một loài ruồi trong họ Tachinidae.